# Bomlitz (Gemeinde)
Bomlitz ist eine ehemalige Gemeinde im Landkreis Heidekreis in Niedersachsen (Deutschland), nordöstlich von Walsrode. Sie war im Kernbereich industriell geprägt und in den übrigen Teilen mehr durch ihre Lage in einem zumeist ländlich strukturierten Fremdenverkehrsgebiet. Seit dem 1. Januar 2020 gehört das Gebiet mit allen Ortschaften zur Stadt Walsrode. Dabei wurde die Postleitzahl 29699 für das Gebiet der ehemaligen Gemeinde Bomlitz beibehalten.

## Geografie

### Geografische Lage
Bomlitz liegt in der südwestlichen Lüneburger Heide zwischen den Großstädten Hamburg, Bremen und Hannover, zu dem (als Oberzentrum) es orientiert ist.

### Gliederung

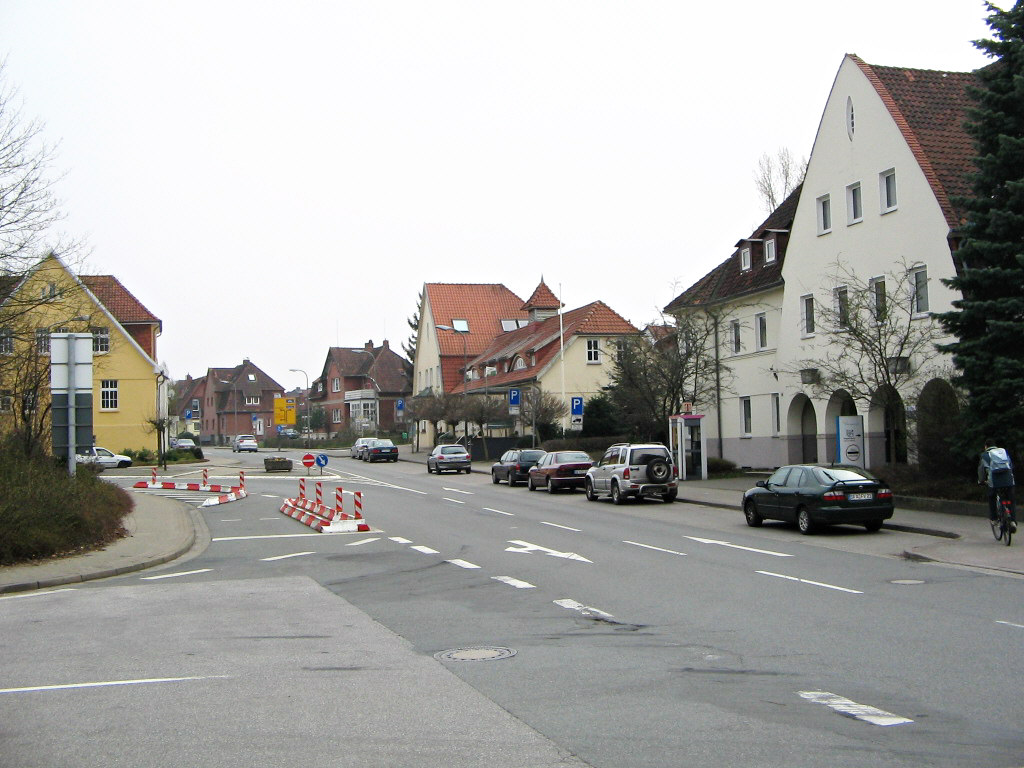
Kernbereich Bomlitz

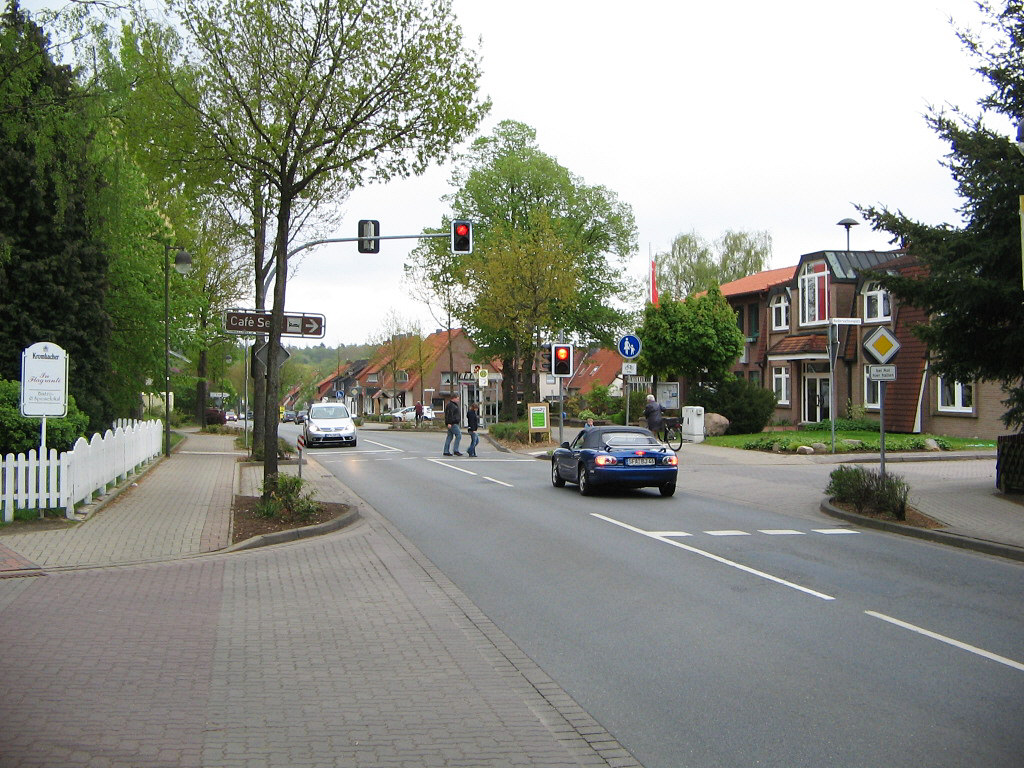
Kernbereich Benefeld

Die Gemeinde Bomlitz gliederte sich in acht Ortsteile.
Sie entstand im Zuge zweier Zusammenschlüsse früherer Gemeinden. 1968 fusionierten Benefeld, Bomlitz (mit Westerharl), Borg (mit Cordingen, heute Borg/Cordingen) und Uetzingen (mit Elferdingen und Wenzingen) zur neuen Gemeinde Bomlitz. Im Zuge der Gemeindereform, die am 1. März 1974 in Kraft trat, kamen Ahrsen mit dem Forstort Löverschen, Bommelsen mit Beck und Dehnbostel, Jarlingen sowie Kroge mit Hasberg und Klein-Harl hinzu.
Den Kernbereich bildeten die jüngsten Ortsteile Bomlitz und Benefeld. Die Landgemeinde Bomlitz wurde im Jahr 1928 aus dem Gutsbezirk Bomlitz und dem Staatsforst Wisselshorst gebildet (damals rund 1000 Einwohner). Im Jahr 1952 löste sich Benefeld aus dem Kommunalverband mit Westerharl und wurde eigenständige Gemeinde.
Für 2011 war eine Fusion der Gemeinde Bomlitz mit den Städten Bad Fallingbostel und Walsrode zur Stadt Böhmetal geplant. Hierzu fand am 2. November 2008 eine Bürgerbefragung statt, in der die Bomlitzer und die Walsroder Bürger den Planungen zustimmten, während die Bürger Bad Fallingbostels die Fusion ablehnten. Die Fraktionen der Gemeinde Bomlitz strebten danach eine Fusion mit Walsrode an.
Im Mai 2017 wurden konkrete Verhandlungen zwischen der Gemeinde Bomlitz und der Stadt Walsrode über eine Fusion beider Kommunen aufgenommen. Die Fusion beider Kommunen zum 1. Januar 2020 wurde im Oktober 2018 beschlossen.

### Nachbargemeinden
Die Gemarkungen von Bomlitz grenzten an die Gebiete von vier Städten: im Südwesten an Walsrode, im Südosten an Bad Fallingbostel, im Nordosten an Soltau und im Nordwesten an Visselhövede.
Die Entfernungen zu den umgebenden Ortskernen sind in der folgenden Grafik als Luftlinie angegeben; die Wege sind länger und je nach Verkehrsmittel unterschiedlich.
| Visselhövede, Rotenburg 9 km, 28 km | Neuenkirchen, Hamburg 15 km, 75 km          | Soltau, Lüneburg 15 km, 64 km        |
| Verden, Bremen 28 km, 60 km         | Kompassrose, die auf Nachbargemeinden zeigt | Wietzendorf, Uelzen 22 km, 60 km     |
| Walsrode, Nienburg 6 km, 42 km      | Schwarmstedt, Hannover 25 km, 60 km         | Bad Fallingbostel, Celle 5 km, 43 km |

### Naturraum und landschaftliche Eigenart

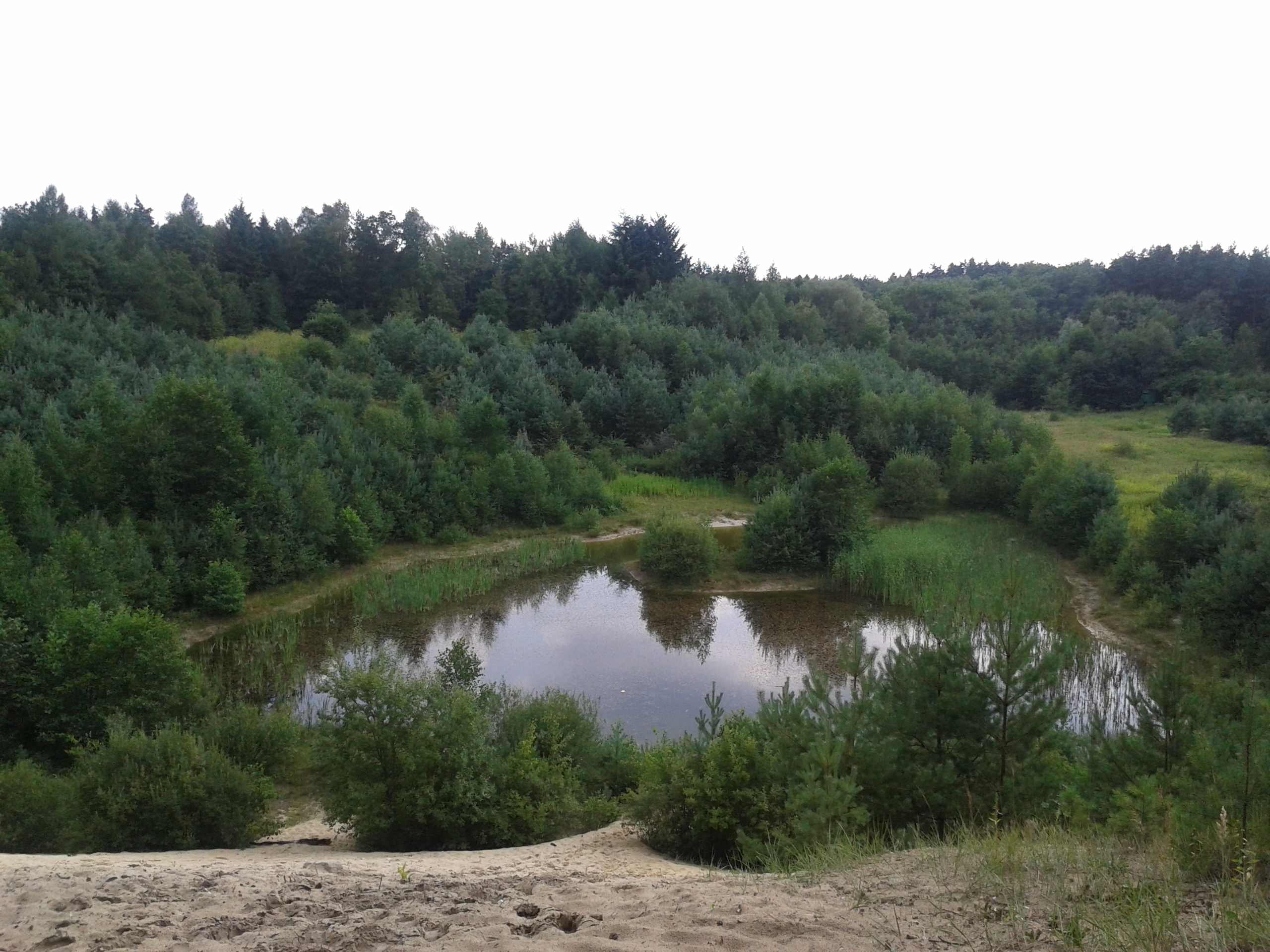
Erholungsgebiet Eibia/Lohheide

Durch das Gebiet fließt die Böhme, der westlichste der größeren Flüsse der Südheide und natürliche Längsachse des Landkreises Heidekreis. Ihre größten Nebenflüsse, die Bomlitz und die Warnau, durchfließen von Nordwesten bzw. von Norden her das Gemeindegebiet und münden im Naherholungsgebiet Eibia/Lohheide zwischen den Ortschaften Borg und Uetzingen in die Böhme. Ähnlich wie die mittlere Böhme schneiden sie auffallend enge Täler in die schwachwelligen Plateaus und geben so dem Naturraum der Walsroder Lehmgeest (auch Fallingbosteler Lehmplatten genannt) das typische Gepräge.
Das südliche Gebiet hat in den Tälern von Böhme, Bomlitz, Warnau, Engelbach und Rieselbach ein bewegtes Relief (siehe auch Böhmeknie). Die schmalen Talböden mit Grünland oder Erlenbeständen werden von gehölzreichen oder bewaldeten Hängen flankiert, an denen kleinere Dörfer und Einzelhofgruppen liegen. Von den Hochflächen sind die lehmigeren Teile ackerbaulich genutzt und die sandigeren bewaldet. Feuchte Senken sind von anmoorigem Grünland eingenommen.
Im nördlichen Gebiet sind die Oberläufe von Bomlitz und Warnau nur gering eingesenkt. Die Täler sind wechselnd von hofnahen Gehölzen, Talwiesen und Fischteichen eingenommen. An die hier meist unmittelbar angrenzende Feldflur schließen sich kiefernreiche Wälder mit kleineren Heide- und Moorflächen an, die einst karge Allmendeflächen waren. Eine Ausnahme stellt der ehemalige königliche Forst Wisselshorst im Osten des Gemeindegebietes dar, dessen Waldbestand bis zum Ende des Zweiten Weltkrieges eher naturnah war. Er geht nach Westen hin in die artenreichen Forsten des früheren Gutes Bomlitz über.
Die zusammenhängende, bebaute Fläche der Ortsteile Bomlitz und Benefeld erstreckt sich über vier Kilometer vom Südrand der Wisselshorst über die Täler von Bomlitz und Warnau hinweg nach Westen.
Die natürlichen Geländehöhen variieren zwischen 32 m im Südwesten oberhalb der Rieselbachmündung und 82 m im Norden am Großen Löverschen. Die Täler weisen Steilhänge mit Höhen von 10 bis 25 Metern auf.

### Geologie
Bomlitz liegt in einer Geestlandschaft, die vor allem in der vorletzten Kaltzeit des gegenwärtigen Eiszeitalters geformt wurde. Der Untergrund besteht im Wesentlichen aus Lockermaterialien, die vom Inlandeis der Saale-Kaltzeit und seinem Schmelzwasser ab- und umgelagert wurden. Nur im Südwesten treten tonige Gesteine des Oligozän nahe an die Oberfläche und sorgen beim Ortsteil Borg und an Tongruben nahe der einstigen Honerdinger Schweiz für höhere Bodenfeuchte und zahlreiche Quellgerinne. Das Gemeindegebiet wird ansonsten von der mehrere Meter mächtigen Grundmoräne des Stadials Drenthe I unterlagert. Darüber folgen die Nachschüttsande der zurückweichenden Eisfront und dann die Vorschüttsande der sich nähernden Eisfront des Drenthe-II-Stadials, dessen dünne, an grobem Geschiebe und Findlingen reiche Grundmoräne die heutigen anlehmigen Ackerflächen der Hochflächen ausmacht. In den Tälern sind diese obere Grundmoräne und die unterlagernden, rund 20 Meter mächtigen Sande teilweise bis zur Drenthe-I-Grundmöräne abgetragen. Die Talverläufe waren teilweise vorgezeichnet durch die sich kreuzenden geradlinigen, flachen Furchen, die das überfahrende Inlandeis hinterlassen hat.
Die Grundmoräne wird besonders in den höheren Teilen überlagert von einer dünnen Sanddecke, deren zahlreiche Windausblasungsmulden kleine Moore und flachgründige Flatts enthalten. Im nördlichen Gemeindegebiet liegt zudem der Salzstock Bommelsen, über dem im Bereich der Wisselshorst drei erdfallartige Senken mit Kleinsthochmooren entstanden sind (Großes und Kleines Wissahl) und im Bereich des Bomlitztales mehrere Hangmoore.

### Klima
Bomlitz liegt in der gemäßigten Klimazone (Cfb der Klassifikation von Köppen); der maritime Einfluss geht hier bereits etwas zu Gunsten kontinentaler Klimamerkmale (größere Temperaturschwankungen) zurück.
Die Temperaturen liegen im Jahresmittel bei 9 °C, mit Höchstwerten um 22 °C in den Monaten Juli und August und mittleren Niedrigstwerten um −2 °C im Januar und im Februar. Die durchschnittlich meisten Niederschlagstage gibt es mit rund 12 im Dezember und die wenigsten im Februar, September und Oktober mit jeweils rund 9 Tagen. Die durchschnittliche Zahl der Sonnenstunden pro Tag schwankt zwischen einer Stunde (Dezember/Januar) und sieben Stunden (Mai/Juni). Die mittlere Niederschlagsmenge liegt bei 755 mm/Jahr.
Die nächstgelegene Wetterstation befindet sich rund 15 Kilometer nordöstlich in Soltau.
|                       | Jan | Feb | Mär | Apr | Mai | Jun | Jul | Aug | Sep | Okt | Nov | Dez |   |     |
| Mittl. Tagesmax. (°C) | 3   | 4   | 8   | 13  | 18  | 21  | 22  | 22  | 19  | 14  | 8   | 4   | ⌀ | 13  |
| Mittl. Tagesmin. (°C) | −2  | −2  | 0   | 3   | 7   | 10  | 12  | 12  | 9   | 6   | 2   | −1  | ⌀ | 4,7 |
|                       |     |     |     |     |     |     |     |     |     |     |     |     |   |     |
| Niederschlag (mm)     | 71  | 47  | 62  | 49  | 55  | 77  | 64  | 63  | 60  | 59  | 68  | 80  | Σ | 755 |
|                       |     |     |     |     |     |     |     |     |     |     |     |     |   |     |
| Sonnenstunden (h/d)   | 1   | 2   | 3   | 5   | 7   | 7   | 6   | 6   | 5   | 3   | 2   | 1   | ⌀ | 4   |
|                       |     |     |     |     |     |     |     |     |     |     |     |     |   |     |
| Regentage (d)         | 11  | 9   | 10  | 10  | 10  | 11  | 10  | 10  | 9   | 9   | 11  | 12  | Σ | 122 |

| −2 |

| −2 |

| 0 |

| 3 |

| 7 |

| 10 |

| 12 |

| 12 |

| 9 |

| 6 |

| 2 |

| −1 |

| −2 |

| −2 |

| 0 |

| 3 |

| 7 |

| 10 |

| 12 |

| 12 |

| 9 |

| 6 |

| 2 |

| −1 |

## Geschichte

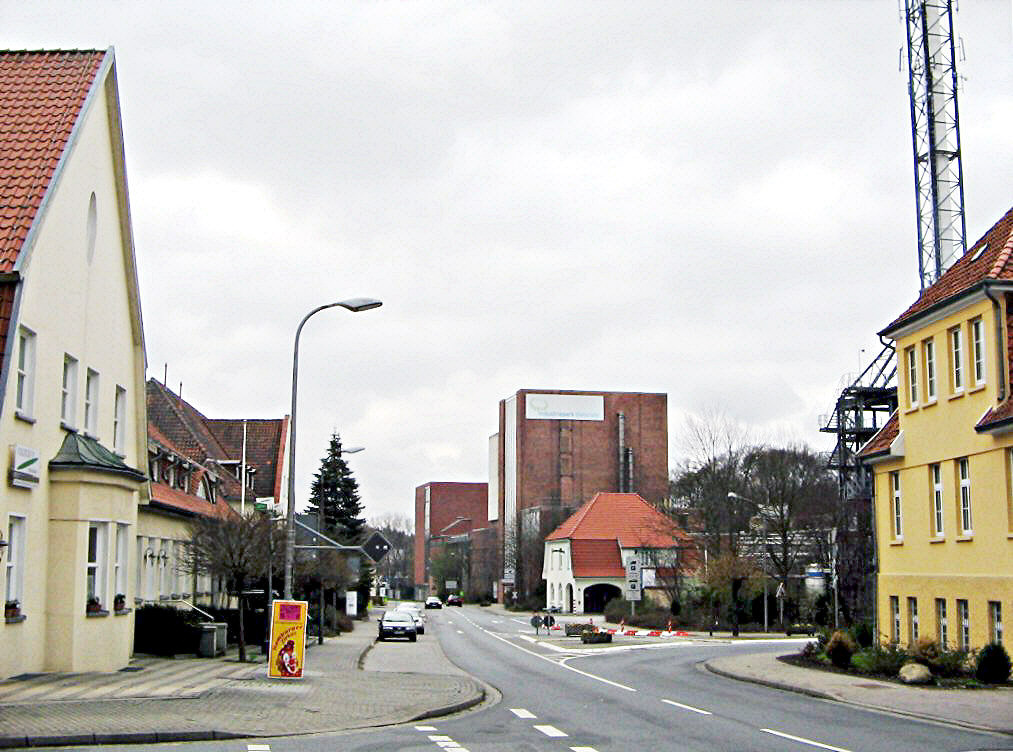
Ortsmitte von Bomlitz mit „Altwerk“ und Steilhang des Fuchsbergs (rechts)

### Namensherkunft
Der Ortsname folgt hier nicht wie sonst dem zumeist sehr alten Flussnamen, sondern hat diesen rückwirkend modifiziert. Die Bomlitz hieß noch im 18. Jahrhundert (wie noch heute mundartlich) Bommelse, von ursprünglich Bamlina in der Bedeutung von Kleiner Baumfluss als dem Hauptnebenfluss der Böhme, ursprünglich Bama, Bumen in der Bedeutung Baumfluss. Diesem Namen folgt der bereits im Jahr 835 als Bamlinestade (Ufer der Bommelse) urkundlich erwähnte Ortsteil Bommelsen, der Name Bomlitz leitet sich dagegen von der Örtlichkeit am sich rechtwinklig um den steilen Fuchsberg legenden Talknick ab. Mögliche Bezüge für das Suffix im Namen Bommel-(l)etz sind entweder der Talknick selbst, eine Stromschnelle oder Wehr (Letzel), oder aber ein Eichenbestand, dessen niederdeutsche Bezeichnung im Zuge des zeitweiligen Zetazismus zu Eitz geworden war. Der Name dieser Keimzelle des Ortes Bomlitz ging später auf das Gewässer über.

### Geschichte der ländlichen Ortsteile
Im früheren Bomlitzer Gemeindegebiet gibt es viele Hügelgräber, die wie viele gefundene Artefakte aus der Bronzezeit stammen. Dies lässt eine für Geestgebiete relativ frühe Besiedlung erkennen.
Die landwirtschaftlich geprägten Dörfer, die später Ortsteile von Bomlitz geworden waren, lagen abseits der frühen überörtlichen Wege, die meist über die weniger feuchten Höhen verliefen wie der Kriegerweg im Osten von Bomlitz, und umfassten wegen der allenfalls mäßig ertragreichen Böden nur wenige Hofstellen. Die Kartenblätter der Kurhannoverschen Landesaufnahme von 1775 (Blatt 38 Neuenkirchen) und 1778 (Blatt 89 Walsrode) verzeichnen beispielsweise für Jarl(ingen) 7 Feuerstellen und für Westerharl 6, was typischen Einwohnerzahlen von um die 50 entspricht. Die Dörfer Borg und Uetzingen standen in enger Beziehung zur altsächsischen Hünenburg an der Warnaumündung.
Das Gebiet gehörte zum Fürstentum Lüneburg und später zum Kurfürstentum Hannover, ab 1815 Königreich Hannover. Nach dem Deutschen Krieg 1866 fiel Hannover an Preußen. Die Gemeinden gehörten nun zum Landkreis Fallingbostel im Regierungsbezirk Lüneburg der neuen preußischen Provinz Hannover.
Die zersplitterte Flur wurde im Laufe des 19. Jahrhunderts verkoppelt. Teile der verarmten Heideflächen wurden Anfang des 19. Jahrhunderts mit dem Dampfpflug umgebrochen, teils zu Ackerland, meist aber zu Forstflächen.
- Jarlingen und Ahrsen sind Nachbardörfer im oberen Warnautal. Die erste urkundliche Erwähnung stammt aus dem 11. Jahrhundert. Jarlingen ist ein kleines Haufendorf mit späterer Siedlungserweiterung, Ahrsen besteht aus Einzelhöfen in Streulage. Zum gemeinsamen Dorfgemeinschaftshaus wurde 1999 ein 220 Jahre alter Schafstall umgebaut.

- Bommelsen markiert mit seiner bis 1930 erbauten Friedenskirche die Mitte der lockeren Höfe- und Dörferreihe entlang des oberen Bomlitztales, die mit dem seit der Gemeindereform 1974 zu Soltau gehörenden Ort Woltem beginnt und über Bommelsen, Kleinharl, Kroge und Hasberg bis Westerharl reicht. Erstmals urkundlich erwähnt wurde Bommelsen im Jahr 835. Sein Ortsbild ist von gut erhaltenen historischen Hofanlagen geprägt. Auf dem Friedhof liegt das Grab von Johannes Blaskowitz.

- Kroge mit Kleinharl gruppiert sich um das kurze Stück gemeinsamen Verlaufs von Bomlitztal und B440, der früheren Chaussee von Visselhövede nach Dorfmark. Eine im Kreuzungsbereich der alten Handels- und Verkehrswege gelegene Hofstelle mit einem „Krug“ wird als Namensgeberin für den Ort angesehen.[15]

- Borg bildet mit Cordingen ein Siedlungsband entlang der rechten Seite des unteren Warnautales. Borg ist das kompakteste Haufendorf der Gemeinde Bomlitz und leitet seinen Namen von der nahen altsächsischen Burganlage (Hünenburg) her. Cordingen (1410: Cordinghe) ist ein alter Gogerichtsort (niedere, erbliche Gerichtsbarkeit). Die historische Wassermühle Cordingen wurde erstmals 1408 erwähnt.

- Uetzingen (1069: Udecsineburstalde) war früher der zur Borger Burg gehörende Wirtschaftshof und Gogericht.[15] Das Dorf ist mit Elferdingen und Wenzingen der südlichste Ortsteil der Gemeinde. Die drei Dörfer gehörten noch im 18. Jahrhundert zur Bauerschaft Honerdingen auf der gegenüberliegenden Böhmeseite. Diese Bauerschaft wurde 1810 wegen einer neuen Grenzziehung, die nach der Besetzung des Kurfürstentums Hannover durch französische Truppen vorgenommen wurde, in Honerdingen links der Böhme und Honerdingen rechts der Böhme geteilt. 1912 erhielt Honerdingen rechts der Böhme den Namen Gemeinde Uetzingen.[16]

### Geschichte der Kernorte Bomlitz und Benefeld
Das Gebiet der heutigen Kernorte war, abgesehen vom Doppelhof Benefeld im unteren Bomlitztal, siedlungsleer, bis 1681 an einem markanten Knick des damals so genannten Bommelse-Tals die Gewerbeansiedlung erfolgte, aus der sich gut 200 Jahre später die Orte Bomlitz und Benefeld entwickelten und damit auch die ehemalige Gemeinde. Die vom begüterten Papiermacher Gabriel Pfuhl errichtete Papiermühle an der Bommelse firmierte laut Wasserzeichen als Bomlitz. 1770 wurde der große Betrieb durch Hochwasser zerstört. Die erneute Zerstörung 1774 bedeutete sein Ende; 1778 dokumentiert die Kurhannoversche Landesaufnahme nur noch Wohn- und Stallgebäude.

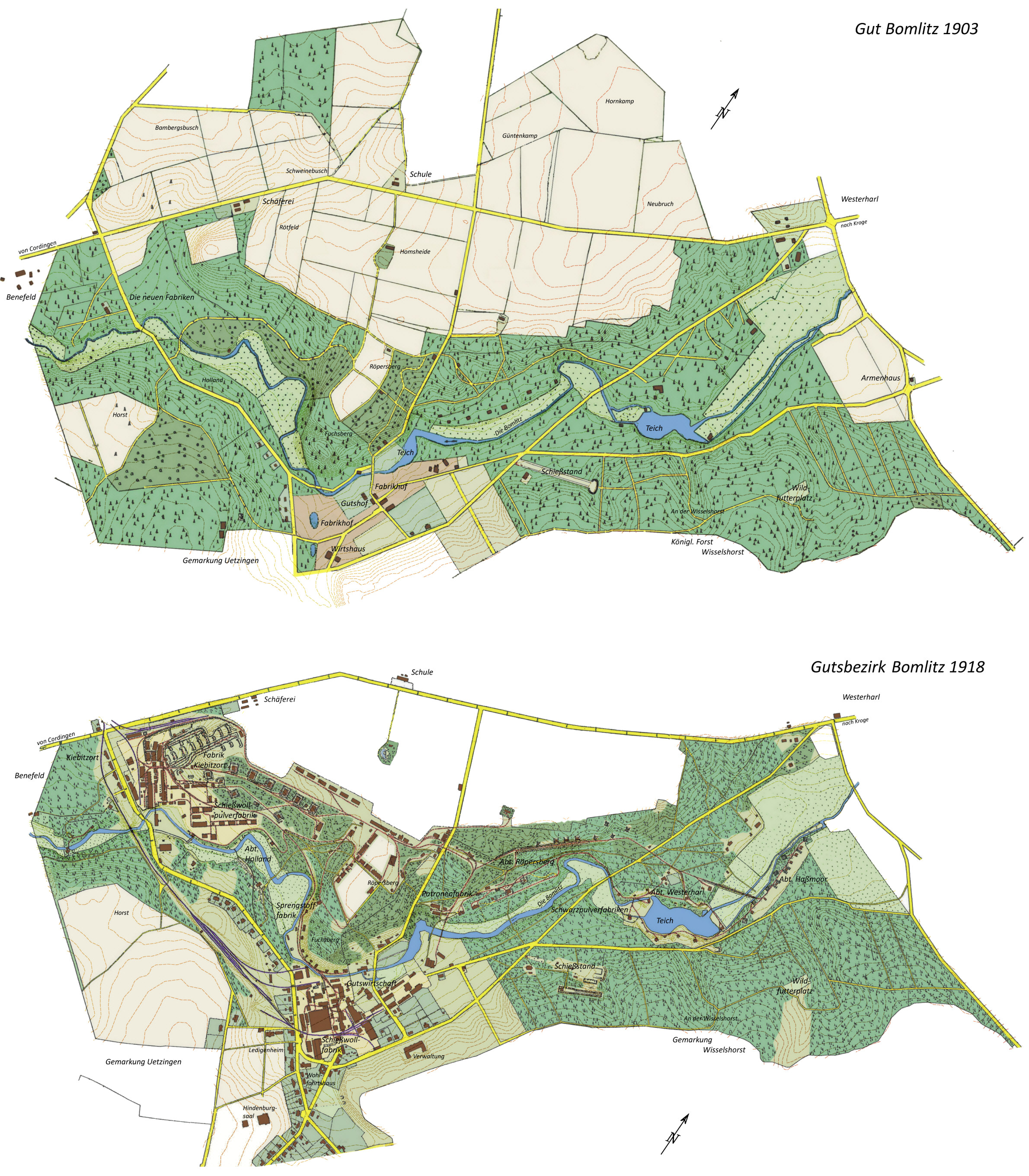
Gutsbezirk Bomlitz mit Werksanlagen Wolff & Co. 1903 und im Ersten Weltkrieg

Bestrebungen für neue Konzessionen scheiterten, bis 1815 die Neuerrichtung als Pulvermühle unter Leitung von Georg Leschen aus Hannover genehmigt wurde. Sie wurde nach ihrer Fertigstellung 1824 vom Walsroder Mitinhaber August Wolff übernommen.
Der Bedarf an weiteren Stauanlagen für Mühlen zur Schwarzpulverherstellung führte zum Zukauf von Land entlang der Bomlitz, wodurch das um 1850 bereits rund 330 Hektar umfassende Gut Bomlitz entstand. Das Unternehmen expandierte, inzwischen als Wolff & Co., stetig, kaufte die konkurrierende Fallingbosteler Pulvermühle auf und entwickelte weltweite Handelsbeziehungen. Ab 1877 wurde es, zunächst mit der Produktion von Schießbaumwolle, nach und nach ein Unternehmen der chemischen Industrie. Die weiterhin bedeutende Pulverproduktion führte im Ersten Weltkrieg zu einer starken Expansion der Werksanlagen. Nach dem Krieg gelang eine weitgehende Konversion auf zivile Produkte.

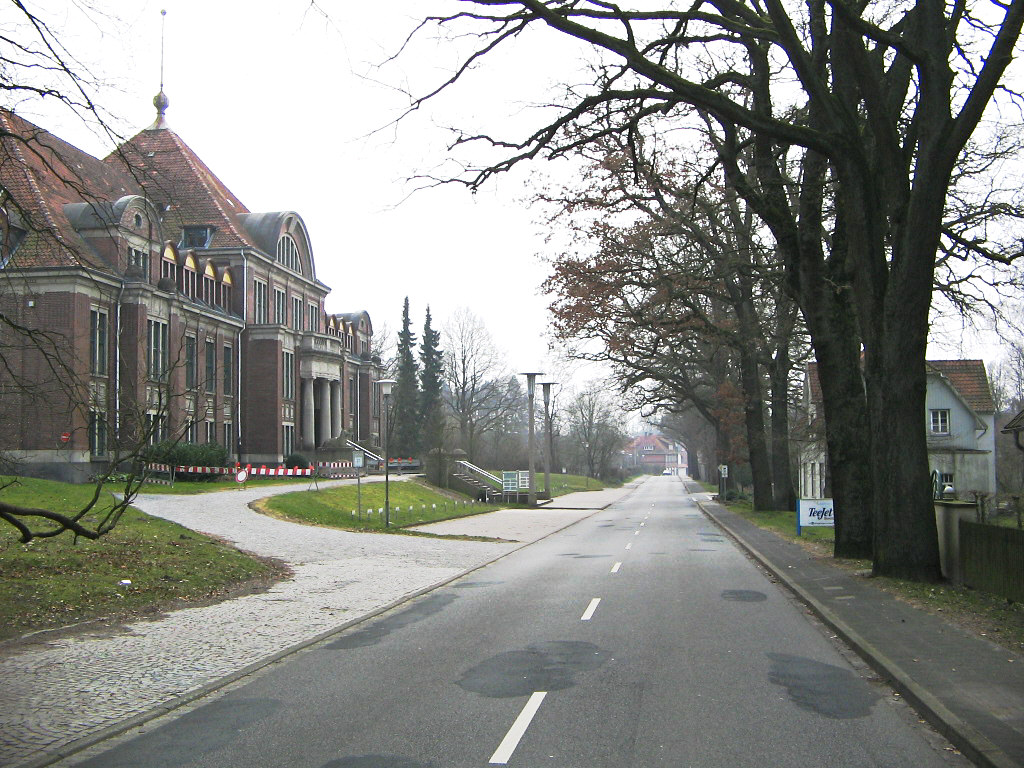
Das alte Verwaltungsgebäude in der August-Wolff-Straße

Die Entwicklung des Kernorts Bomlitz war im 19. Jahrhundert mit der Werksgeschichte noch nahezu identisch. Anfangs waren die meisten Wohnungen werkseigen, ihre Anzahl stieg von 60 im Jahr 1905 (im Gutsbezirk) auf 168 im Jahr 1945.
Der 1883 aus der Gemeinde Westerharl ausgegliederte Gutsbezirk Bomlitz wurde 1928 in eine Gemeinde umgewandelt. Anfang der 1920er Jahre entstand das Ortszentrum mit den heute noch markanten Gebäuden der Hauptverwaltung, des Sozialgebäudes, des Hauptpförtners und des Ledigenheims, später auch Gaststätten, ein Fest- und Speisesaal, ein Fußballplatz, ein Schwimmbad, Tennisplätze und anderes. Die Gebäude aus dieser Zeit haben teilweise eine betont städtische Architektur und stehen teilweise unter Denkmalschutz. Bomlitz bekam 1916 Eisenbahnanschluss über die 3,6 Kilometer lange und steigungsintensive Werkbahn Cordingen-Bomlitz. Sie war die erste elektrifizierte Eisenbahnstrecke im heutigen Niedersachsen. Die Oberleitung wurde 1979 abgebaut.
Von weiterer einschneidender Bedeutung für die Entwicklung des ehemaligen Gemeindegebiets war Mitte der 1930er Jahre die Errichtung eines Werks mit umfangreichem Schienen- und Straßennetz für die Herstellung von Nitrocellulose und anderen Sprengstoffen durch die Eibia GmbH, eine Tochtergesellschaft von Wolff & Co. Bis zu 8000 Menschen arbeiteten in Spitzenzeiten in der Produktion und bei der Errichtung der Anlagen und Unterkünfte der Arbeiter. Der Ort Benefeld entstand mit dem Bau von Betriebsleiter- und Meisterwohnungen sowie Siedlungen für die Arbeiter, den heutigen Quartieren Mühlenhofsiedlung, Lohheide Nord und Süd. Die Baracken des Steinlagers oder von Bomlitz-Kiebitzort sind heute abgerissen. Neben den Eibia-Lagern bestand für die Dauer von sechs Wochen auch ein Außenlager des Konzentrationslagers Bergen-Belsen. Auch in den umliegenden Orten wurden Siedlungen errichtet, um die hohe Anzahl von Arbeitskräften (anfangs Freiwillige, später vorwiegend Zwangsarbeiter und Kriegsgefangene) unterzubringen. Nach dem Krieg wurde der freie Wohnraum von den zahlreichen Flüchtlingen genutzt. Während in Bomlitz der Kern der Bevölkerung blieb, erhielt Benefeld eine nahezu neue Einwohnerschaft. Über 4000 Menschen, deutlich mehr als in Bomlitz, lebten damals in den Lagern Benefelds. Im Laufe der Zeit zogen daneben viele Spätaussiedler aus Osteuropa nach Bomlitz.

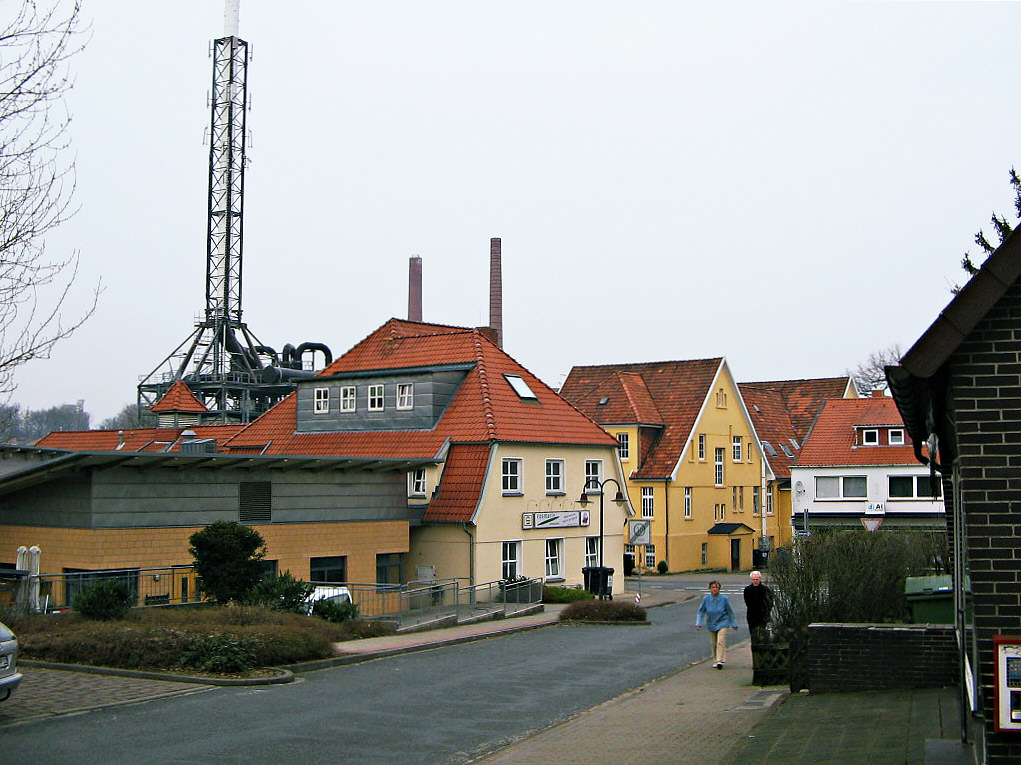
Ortsmitte von Bomlitz mit Industrieanlagen

Seitdem hat sich die heutige ungünstige zweipolige Struktur der Gemeinde Bomlitz herausgebildet, die (neben hierfür typischen Rivalitäten) dazu führte, dass sich kein Ortskern etablieren konnte, der einer Wohnbevölkerung dieser Größe angemessen ist. Zeitweiligen Bestrebungen nach einer gemeinsamen Ortsmitte im Bomlitztal standen Grundstücksfragen, Sanierungskosten und der Naturschutz entgegen. Lediglich das Waldbad und das Schulzentrum liegen mittig im und über dem Bomlitztal. Hinzu kommt eine ungünstige innere Verkehrsstruktur, besonders im Nordwesten des vier Kilometer lang zusammenhängend bebauten Bomlitzer Kernbereichs, die zu internen Minimalfahrstrecken von bis zu sechs Kilometern führt.
Diese aus der industriell dominierten Ortsentwicklung resultierenden strukturellen Nachteile wurden lange Zeit durch hohe gewerbliche Steuereinnahmen kompensiert, auf Grund derer sich Bomlitz zu einer leistungsfähigen Gemeinde mit zahlreichen kommunalen Einrichtungen entwickeln konnte. Dies änderte sich allerdings ab dem Jahr 2007, als das 1974 in Wolff Walsrode AG umbenannte Unternehmen unter dem Namen Dow Wolff Cellulosics eine Geschäftseinheit von Dow Chemical, heute DuPont de Nemours, wurde. Im Jahr 2008 erhielt die Gemeinde den von der Bundesregierung verliehenen Titel Ort der Vielfalt.

### Einwohnerentwicklung
Die folgende Tabelle gibt die Einwohnerentwicklung seit 1778 wieder:
| Ortsteil                                | 1778 | 1848 | 1871 | 1901 | 1925 | 1939 | 1950 | 1962 | 1970 | 2010 |
| --------------------------------------- | ---- | ---- | ---- | ---- | ---- | ---- | ---- | ---- | ---- | ---- |
| Ahrsen                                  | 45   | 48   | 94   | 103  | 125  | 317  | 332  | 186  | 40   | 104  |
| Westerharl, nach 1952 Benefeld          | 55   | 32   | 106  | 112  | 124  | 1069 | 2633 | 2718 | 3230 | 2232 |
| Bomlitz                                 | 10   | 74   | 95   | 324  | 817  | 1283 | 1825 | 2084 | 2580 | 3052 |
| Bommelsen                               | 55   |      | 150  | 203  |      | 173  | 323  | 398  |      | 286  |
| Borg mit Cordingen                      | 70   | 179  | 145  | 165  | 292  | 483  | 551  | 589  | 836  | 627  |
| Jarlingen                               | 55   | 86   | 111  | 141  | 136  | 144  | 223  | 186  | 208  | 240  |
| Kroge mit Klein Harl                    | 70   | 108  | 116  | 157  | 177  | 299  | 412  | 485  | 337  | 290  |
| Uetzingen mit Elferdingen und Wenzingen | 100  | 171  | 173  |      | 361  | 408  | 819  | 1049 | 990  | 462  |
| Gesamt                                  | 460  | 736  | 990  |      |      | 4176 | 7118 | 7695 | 8276 | 7293 |

In den Jahren 1990 bis 2009 (20 Jahre) hatte die Gemeinde Bomlitz mit geringen Schwankungen im Durchschnitt rund 7100 Einwohner.

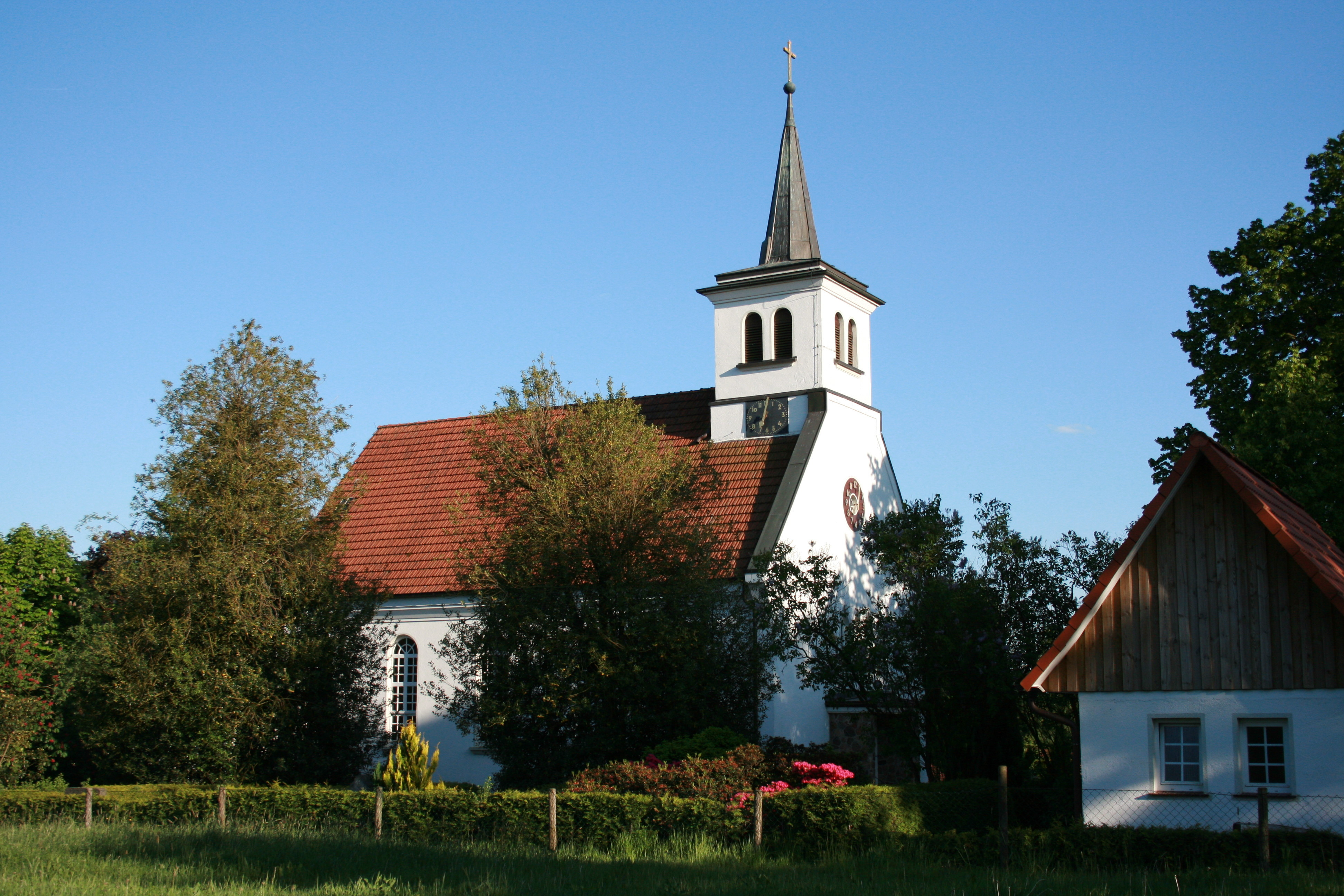
Friedenskirche in Bommelsen

## Religionen
Die Mehrzahl der konfessionell gebundenen Einwohner gehören zur evangelisch-lutherischen Kirche (Kirchenkreis Walsrode) mit Kirchen in Bomlitz (Paulus-Kirchengemeinde) und Bommelsen (St.-Dionysius-Kirchengemeinde in Bad Fallingbostel).
Die katholischen Christen sind in einer Pfarrgemeinde mit Kirchen in Benefeld (Heilig-Geist-Kirche), Walsrode, Bad Fallingbostel und Visselhövede innerhalb des Dekanats Verden im Bistum Hildesheim organisiert.
Die Auferstehungsgemeinde Uetzingen ist eine freie evangelische Kirche.

## Politik

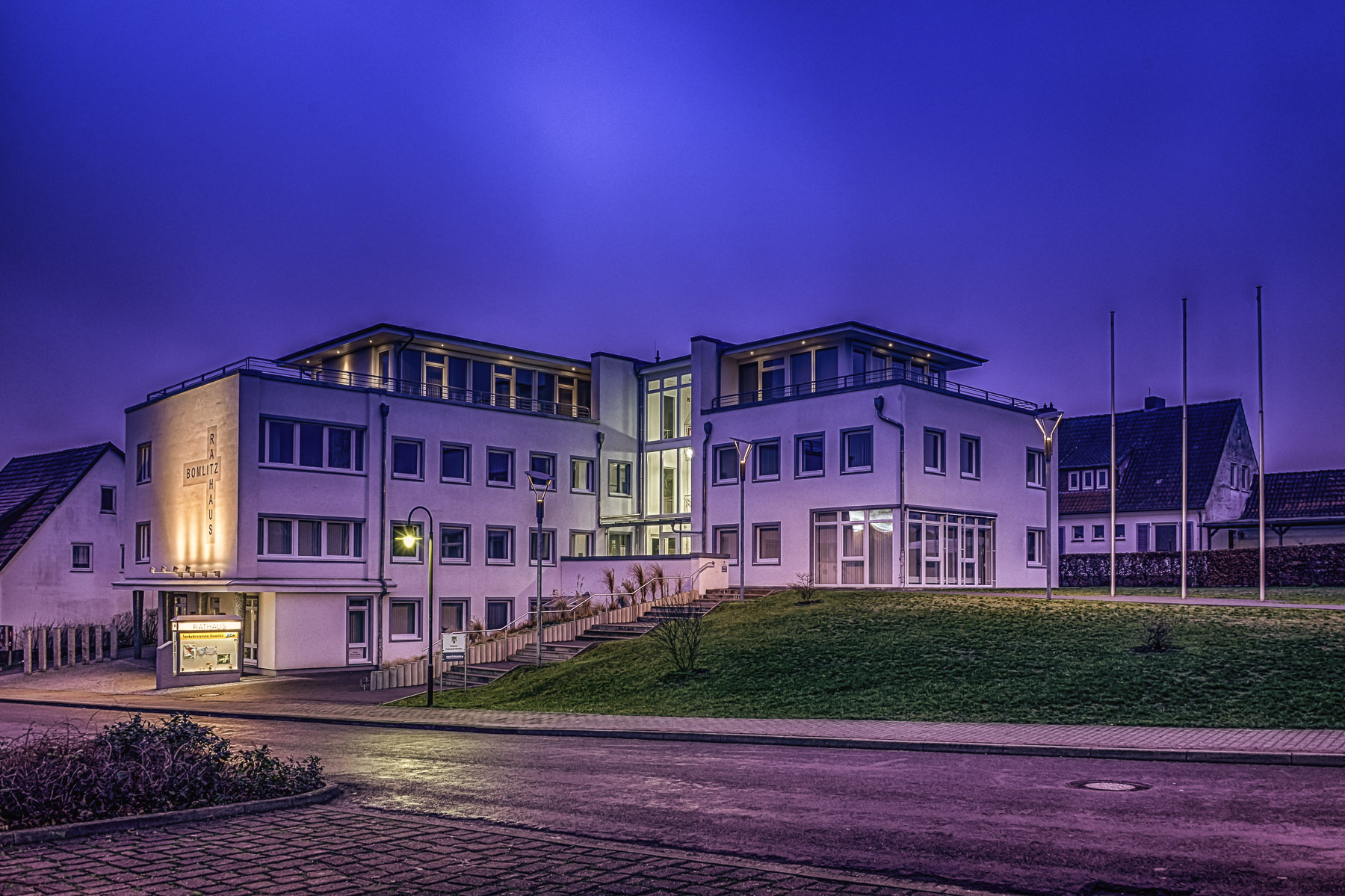
Rathaus der Gemeinde Bomlitz

### Gemeinderat
Der Gemeinderat der Gemeinde Bomlitz bestand zuletzt aus 18 Ratsfrauen und Ratsherren. Dies ist die festgelegte Anzahl für eine Gemeinde mit einer Einwohnerzahl zwischen 6001 und 7000 Einwohnern. Die 18 Ratsmitglieder werden durch eine Kommunalwahl für jeweils fünf Jahre gewählt. Die aktuelle Amtszeit begann am 1. November 2016 und endete am 31. Oktober 2021.
Stimmberechtigt im Rat der Gemeinde war außerdem der hauptamtliche Bürgermeister Michael Lebid (SPD).
Die letzte Kommunalwahl vom 11. September 2016 ergab das folgende Ergebnis:
- SPD: 8 Sitze
- CDU: 5 Sitze
- Bürgerliste Bomlitz (BLB): 3 Sitze
- AfD: 1 Sitz
- Einzelbewerber: 1 Sitz

### Bürgermeister
Letzter hauptamtlicher Bürgermeister der Gemeinde Bomlitz war Michael Lebid (SPD). Bei der letzten Bürgermeisterwahl am 25. Mai 2014 wurde er als Amtsinhaber mit 60,1 % der Stimmen wiedergewählt. Die Wahlbeteiligung lag bei 59,2 %. Lebid trat seine weitere Amtszeit am 1. November 2014 an.

### Wappen
Das Wappen, gestaltet vom Heraldiker Alfred Brecht, wurde am 15. Mai 1972 genehmigt.
Blasonierung: „In Gold ein über die Schildmitte hinausragender schwarzer Hügel, darin ein angeschnittenes silbernes Steinpackungsgrab mit goldener Kegelhalsurne, darüber, von Schildrand zu Schildrand, ein blaues Wellenband in zwei Schwüngen ein „W“ verhehlend.“

### Städtepartnerschaften
- Kępice, Polen
- Blainville-sur-Orne, Frankreich

## Kultur und Sehenswürdigkeiten

### Kulturarbeit
Viele kulturelle Aktivitäten in Bomlitz finden unter dem organisatorischen Dach des FORUM Bomlitz statt. Es gibt mehrere Arbeitsgruppen (2014):
- EIBIA und Ortsgeschichte: Führungen, Ausstellungen und Vorträge zur EIBIA und zu lokalhistorischen Themen
- Flötengruppe und Gemshorn-Ensemble: Musik der Renaissance, anspruchsvolle Werke des Barock bis hin zu zeitgenössischen Komponisten
- Galerie: Ausstellungen zeitgenössischen Kunstschaffens, Malerei, Fotografie und auch Ausstellungen historischer Dokumente und Präsentationen
- Musik: Organisation von Auftritten vorwiegend regionaler Musiker, Musikgruppen und Bands, Kontakte von Musikern untereinander
- Städtepartnerschaften: Pflege der bestehenden Partnerschaften der Gemeinde Bomlitz
- Amateur-Theatergruppe Lampenfieber: jeweils im Sommer ein Boulevard-Stück, in der Vorweihnachtszeit ein Märchen
- Cordinger Mühle: Pflege der Mühle und der Mühlentechnik, Führungen und historische Dokumentation der Geschichte der Cordinger Mühle
- Vorträge: Organisation von Vorträgen aus den Bereichen Natur und Naturwissenschaften, Reisen und andere Länder, Kunst und Kultur sowie Lesen und Literatur. Ein Schwerpunkt ist das Werk des Schriftstellers Arno Schmidt.
- Wanderungen: Spaziergänge, Wanderungen und Fahrradtouren durch die Region Bomlitz, dazu gehören Neujahrswanderung und Fahrradtour durch den Mai. Ein besonderes Angebot sind geführte Geocaching-Touren.

Besonders viele Angebote gibt es im Rahmen des Bomlitzer Mai.
Die Stiftung Geschichtshaus Bomlitz e. V. widmet sich vorrangig der Aufarbeitung der jüngeren, mit der Rüstungsindustrie zur Zeit des Nationalsozialismus‘ verbundenen Geschichte.

### Baudenkmale

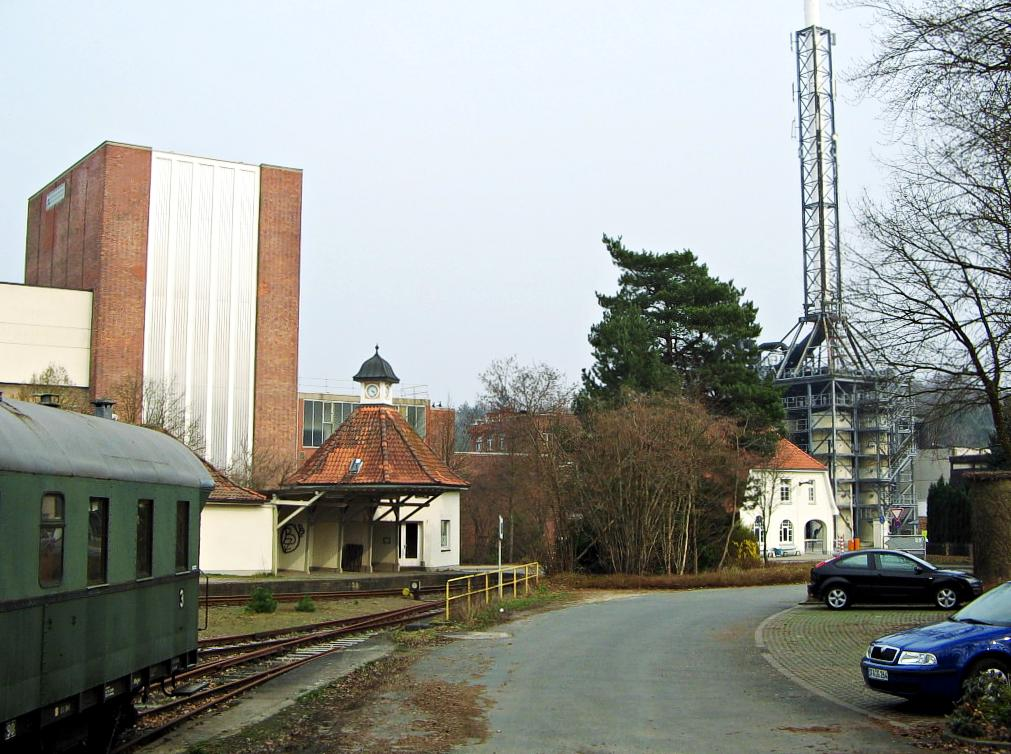
Ehemaliger Bahnhof Bomlitz mit Museumswagen

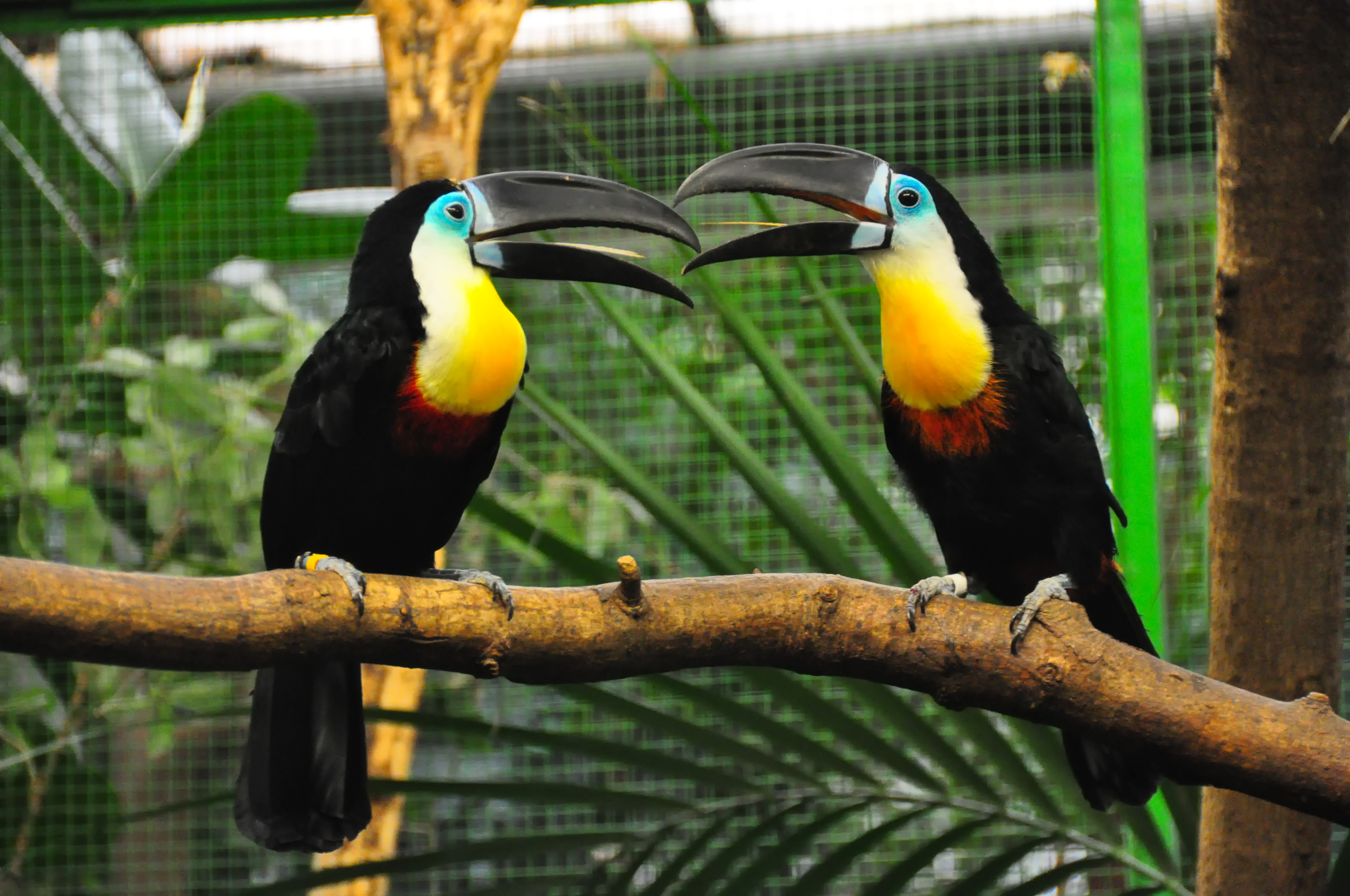
Der Weltvogelpark Walsrode wird als größter Vogelpark der Welt bezeichnet

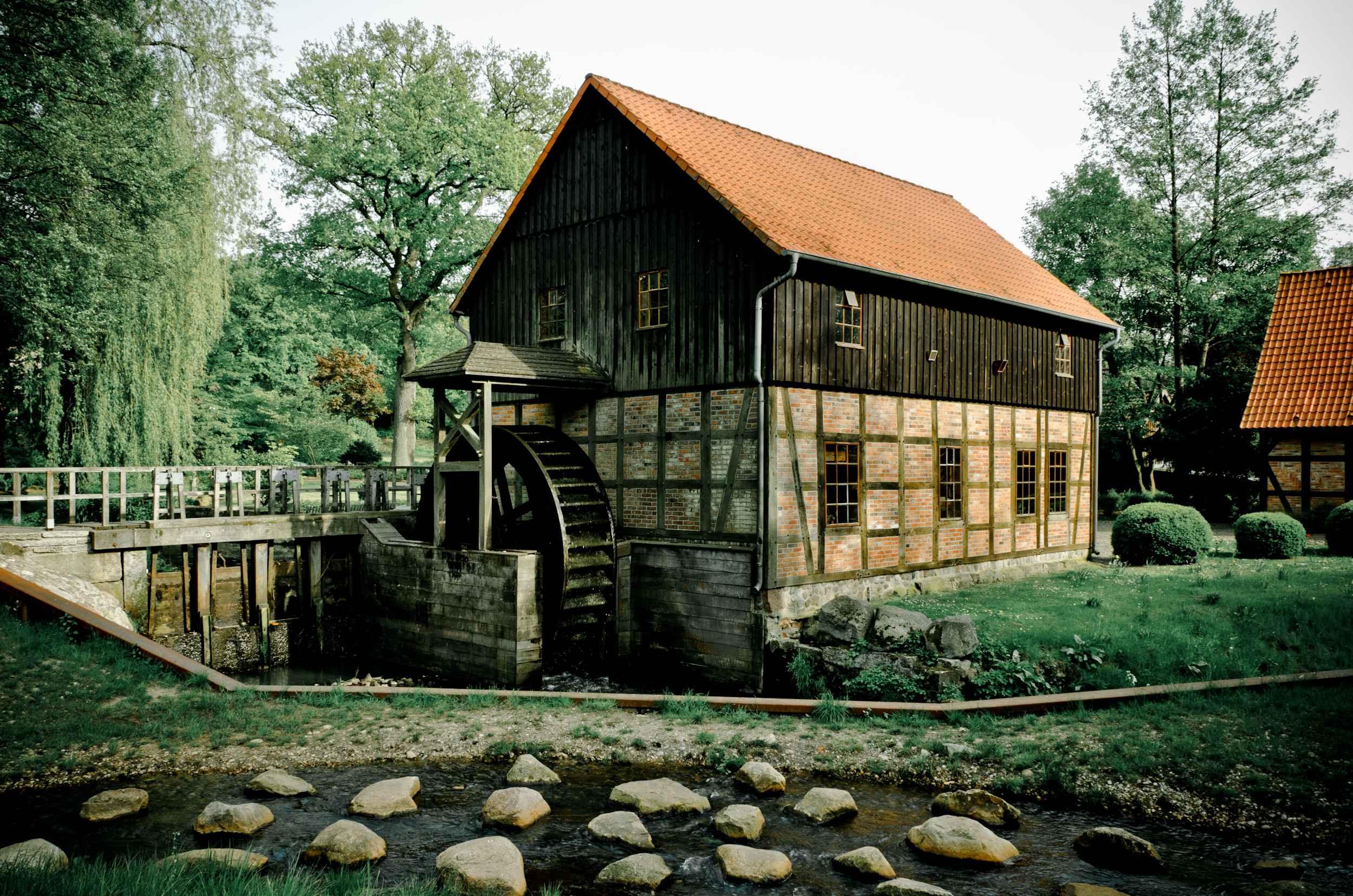
Die Cordinger Mühle an der Warnau mit Fischpass im Vordergrund

Vor allem in den oberen Tälern von Bomlitz und Warnau sind für die Lüneburger Heide typische Hofanlagen erhalten geblieben mit typischen Nebengebäuden wie Backhäusern und Treppenspeichern. Die Baudenkmale stehen in der Liste der Baudenkmale in Bomlitz. In den Ortsteilen Bomlitz und Benefeld sind dagegen die Frühzeit der Industrialisierung und verschiedene Typen von Industriesiedlungen baulich dokumentiert. Von besonderer Bedeutung ist das durch die Gemeinde restaurierte Ensemble der Cordinger Mühle mit weitgehend funktionstüchtiger Mechanik.
Auf dem Gelände der früheren, im Gefälle liegenden Bahnstation Bomlitz sind im Bereich eines alten Lokschuppens einige historische Schienenfahrzeuge zu besichtigen.

### Bodendenkmale
Auf einem heidebedeckten Höhenrücken über dem untersten Warnautal liegt ein bronzezeitliches Hügelgräberfeld. Wenig südlicher liegt beim Ortsteil Borg die Hünenburg, die verbliebenen Wälle einer altsächsischen Burganlage auf einem Geländesporn im Mündungswinkel von Böhme und Warnau. Sie wird mit der Gründung des Klosters Walsrode in Verbindung gebracht. Weiter nördlich, am südlichen Ortsrand von Benefeld, liegt ein weiteres Hügelgräberfeld.

### Sehenswürdigkeiten
Der Weltvogelpark Walsrode im Südwesten des früheren Gemeindegebietes wird als größter Vogelpark der Welt bezeichnet. Auf dem 24 ha großen Gelände leben etwa 4000 Vögel aus über 650 Arten.
Im Süden des Gemeindegebietes liegt der Archäologische Wanderpfad Borg. Er führt durch ein bronzezeitliches Hügelgräberfeld auf einem Hügel der Lohheide und zur Hünenburg an der Warnaumündung.
Der archäologische Wanderpfad ist zugleich einer der Zugänge zum Erholungsgebiet Eibia-Lohheide, das das hügelige Wald- und Heidegebiet beiderseits der unteren Bomlitz und Warnau umfasst. Die ehemalige Munitionsfabrik Eibia nutzte die dortigen grundwasserfernen Hügel für ihre teils unterirdischen Anlagen. Wenige waldbestandene Flachdachbauten sind noch erhalten.
Im Südosten der Gemarkung hat Bomlitz Anteil am Tietlinger Wacholderhain um das Lönsgrab, das nahezu auf der einstigen Grenze zu Walsrode liegt.
Am Warnau-Ufer in Benefeld liegt die Cordinger Mühle, eine über 600 Jahre alte malerische Wassermühle mit einem Mühlenhof (Müllerhaus und Backhaus) und Teichanlagen. Die in den 1980er Jahren restaurierte Anlage gilt als eines der wertvollsten historischen Gebäude im Landkreis Heidekreis. Heute wird die Mühle für standesamtliche Trauungen genutzt und für Feierlichkeiten vermietet.

### Naturschutz

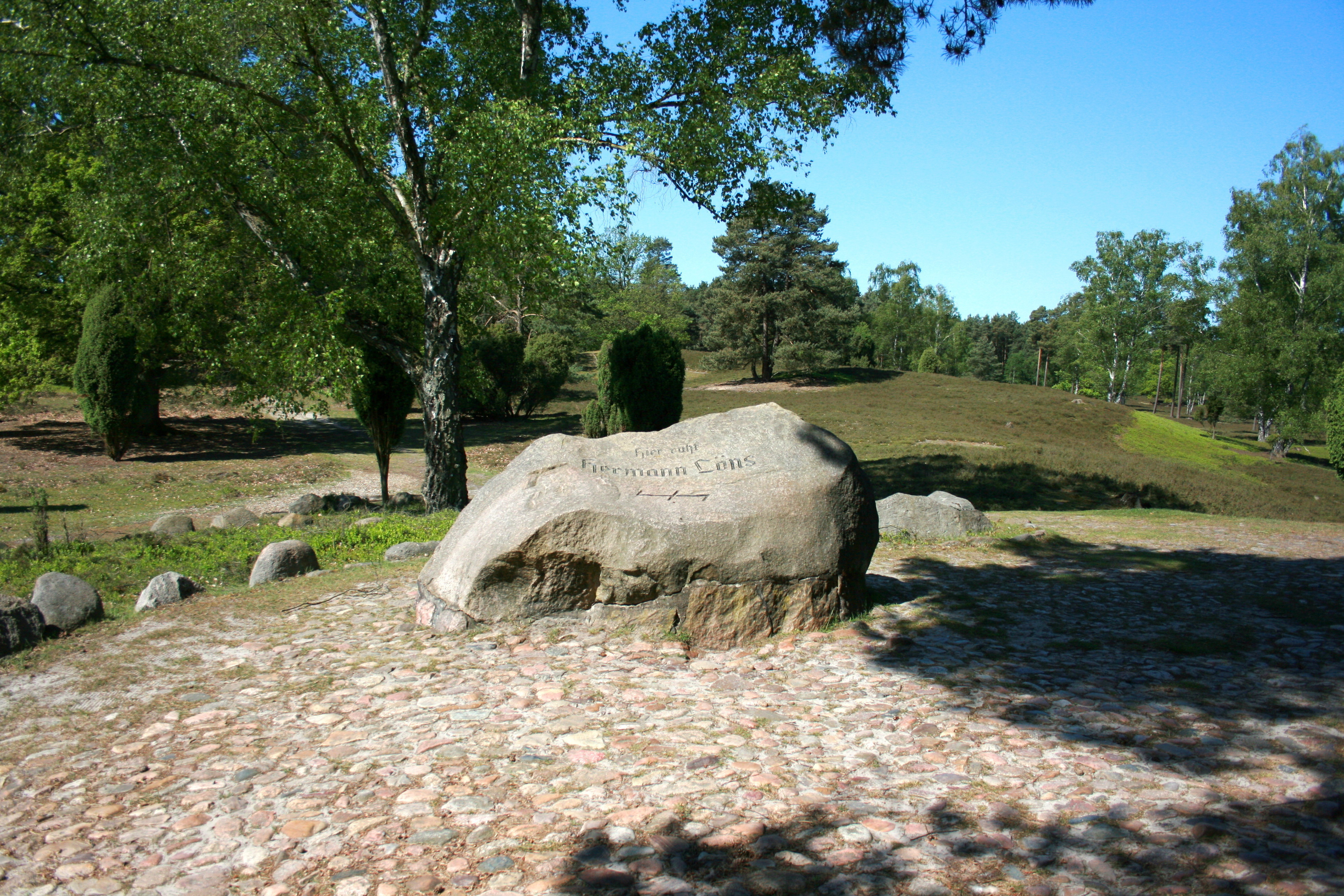
Naturschutzgebiet Lönsgrab

Bomlitz hat Anteil an den Naturschutzgebieten:
- Ottinger Ochsenmoor (NSG LÜ 253; 103 von 275 ha), eine Gruppe teils entwässerter Hochmoore mit Birken-Kiefern-Beständen und Schwingrasen
- Lönsgrab (NSG LÜ 005; 3 von 14 ha), ein hügeliges Heide- und Wacholdergebiet (Tietlinger Wacholderhain) mit Löns-Grabstein und Löns-Denkmal

Als Naturdenkmale sind geschützt:
- Rotbuche östlich Bommelsen (ND SFA 005)
- Ilex (Stechpalme, Hülse) westlich Bommelsen (ND SFA 006), die als die größte in Norddeutschland bezeichnet wird

Unter Landschaftsschutz stehen die Täler der Böhme, der Warnau und der unteren Bomlitz.
Seit 2010 ist der Cordinger Mühlenstau für Fische passierbar.

### Sport
In Bomlitz gibt es zwei große Sportvereine:
- Die SG (Sportgemeinschaft) Bomlitz-Lönsheide ist durch Fusion aus den ehemaligen Vereinen Sportverein Bomlitz und Spielgemeinschaft Uetzingen-Honerdingen hervorgegangen. Der Verein hat 14 Sparten (darunter Fußball, Handball, Radsport oder Schwimmen)
- Die SG (Sportgemeinschaft) Benefeld-Cordingen bietet mit fast 1200 Mitgliedern ebenfalls ein breites Sportangebot (darunter Fußball, Handball, Gymnastik, Walking und durch Verschmelzung mit dem Tennisclub Blau-Weiss Bomlitz seit 2010 auch Tennis)

In Bomlitz befindet sich ein beheiztes Freibad mit einem 50-m-Schwimmbecken, einer Sprunganlage, einer 65-m-Rutsche sowie einem Nichtschwimmer- und einem Kleinkinderbecken. Das wettkampfgerechte Schwimmbecken wird von den umliegenden Schwimmvereinen zu Trainingszwecken genutzt. Das Schwimmbad wird seit 2010 über eine Warmwasserpipeline mit Abwärme der örtlichen Großkläranlage beheizt und kann so von April bis Oktober Wassertemperaturen von 26 °C anbieten.
Im Südwesten befindet sich auf der Gemarkung von Borg der Flugplatz Walsrode-Luisenhöhe des Luftsportvereins Walsrode.
Im Bürgerpark in der Ortsmitte wurde im Herbst 2011 ein Boule-Platz mit 250 m² Fläche erstellt, der vereinsunabhängiges Spiel ermöglicht.

## Wirtschaft und Infrastruktur

### Wirtschaftsstruktur
Die Bomlitzer Wirtschaftsstruktur ist durch starke Dominanz des sekundären Sektors, des produzierenden Gewerbes, gekennzeichnet. Die Gemeinde Bomlitz registrierte einen starken Einpendlerüberschuss.
Beim Standortmarketing arbeitete die Gemeinde Bomlitz mit Walsrode und Fallingbostel sowie dem Industriepark Walsrode unter der Bezeichnung Wirtschaftsdelta Vogelpark zusammen.

### Ansässige Unternehmen
- chemische und kunststoffverarbeitende Industrie im Industriepark Walsrode, darunter
- Dow Wolff Cellulosics (Bereich Cellulosechemie der früheren Wolff Walsrode AG)
- Wipak Walsrode GmbH & Co. KG (Folienherstellung und -veredelung)

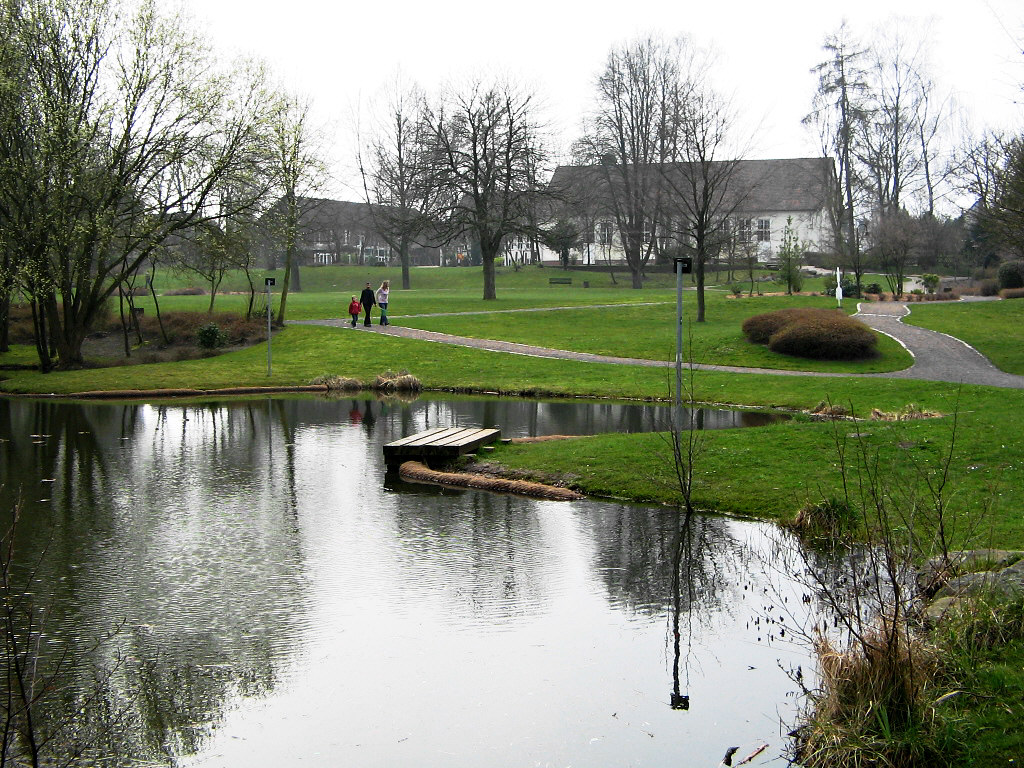
Parkanlage und Grundschule in Bomlitz

- Probis

### Bildungseinrichtungen
- Oberschule Bomlitz
- Grundschule Bomlitz
- Grundschule Benefeld
- Freie Waldorfschule Benefeld
- Ita-Wegman-Schule Benefeld

### Soziale Einrichtungen
- 4 Dorfgemeinschaftshäuser in Bomlitz (mit Bücherei, Galerie, Kegelbahn, Fitnessstudio, Sauna), Benefeld, Bommelsen und Jarlingen
- 5 Kindergärten in Benefeld, Bomlitz und Uetzingen
- 2 Kinderkrippen
- 2 Altenwohnanlagen
- Gemeindebücherei mit 12.000 Bänden

### Verkehr
Die Ortskerne von Bomlitz liegen etwa 4 bis 6 Kilometer vom umgebenden Autobahn- und Bundesstraßennetz entfernt. Das Straßennetz ist, auch wegen des LKW-Verkehrs zum Industriepark, gut ausgebaut. Überlegungen zu vorteilhafteren Linienführungen zum Industriepark sind im Gange.
Es bestehen Linienbusverbindungen nach Walsrode (tagsüber annähernd stündlich) und Bad Fallingbostel. Sie werden von der Verkehrsgemeinschaft Nordost-Niedersachsen (VNN) betrieben.
Die früher bestehenden Eisenbahnverbindungen von Walsrode über Cordingen nach Bomlitz und von Walsrode über Cordingen und Jarlingen nach Visselhövede im Verlauf der Bahnstrecke Bremervörde–Walsrode sind mittlerweile eingestellt. Die Strecke nach Bomlitz fungiert weiterhin als Gleisanschluss des Industrieparks. Das Werkbahnnetz der Eibia ist abgebaut.

## Persönlichkeiten
- Otto Bittelmann (1911–2000), MdB (CDU), Vorsitzender im Agrarausschuss des CDU-Bezirksverbandes Lüneburg, Ratsmitglied der Gemeinde Bomlitz
- Jürgen Kroymann (1911–1980), Dozent für deutsche Sprache und Literatur am britischen Wyran-College in Bomlitz (1945 und 1946), Vater von Maren Kroymann
- Georg Melchers (1906–1997) wurde auf dem Gut Cordingen geboren, wo er seine Kindheit verbracht hat; war Prof. an der Universität Tübingen und von 1947 bis 1976 Direktor des Max-Planck-Instituts für Biologie.
- Friedrich Neuhausen (1934–1994), war von 1980 bis 1990 dreimal MdB (FDP), dabei auch stellvertretender Vorsitzender des Ausschusses für Bildung und Wissenschaft, war Vorsitzender des FDP-Ortsverbands Bomlitz
- Bomlitz ist der Heimatort von Lisa Politt (* 1956), Kabarettistin, die mit Gunter Schmidt als Duo Herrchens Frauchen auch ein Lied über Bomlitz sang.
- Helmut Schlüter, MdB (SPD), Vorsitzender des SPD-Ortsverbands Bomlitz, Mitglied des ehrenamtlichen Hauptvorstandes der IG Chemie, Papier, Keramik
- Nach dem Zweiten Weltkrieg lebte der Schriftsteller Arno Schmidt (1914–1979) für fünf Jahre im Mühlenhof in Cordingen. Nach ihm ist der Arno-Schmidt-Pfad im Warnautal benannt.
- Hubertus Schmoldt, ehemaliger Vorsitzender der IG BCE, Lehre bei Wolff Walsrode
- Hans-Joachim Walde (1942–2013), wohnte in Bomlitz, als er als Zehnkämpfer bei den Olympischen Sommerspielen 1964 die Bronzemedaille und 1968 die Silbermedaille errang. Nach seinem Geburtsort ist die Gläsersdorfer Straße am Waldstadion benannt.